# エクストール
エクストール(Xtol)は、コダックが開発した現像液である。
ヒドロキノンを含まない珍しい現像液の1つであり、アスコルビン酸誘導体とフェニドンを現像剤として用いる。そのため、毒性の低さ、混合の容易さ、細粒と速いフィルムスピードの両立が利点として挙げられる。
エクストールは、アメリカ合衆国の特許となっており、5リットルの現像液として販売される。